# Gephyromantis ambohitra
Gephyromantis ambohitra är en groddjursart som först beskrevs av Miguel Vences och Frank Glaw 200.  Gephyromantis ambohitra ingår i släktet Gephyromantis och familjen Mantellidae. IUCN kategoriserar arten globalt som sårbar. Inga underarter finns listade i Catalogue of Life.